# Окунев Нос
Окунев Нос (коми Окунев Нос) — село в Усть-Цилемском районе Республики Коми России. Административный центр сельского поселения Окунев Нос.

## История
По состоянию на 1920 год существовало два выселка с названием Окуний Нос: Окуний Нос 1-й (Митрофана) и Окуний Нос 2-й (Мирона). В обоих выселках имелось 23 двора (14 русских и 9 зырянских) и проживало 102 человека (43 мужчины и 59 женщин). В административном отношении населённые пункты входили в состав Бугаевского общества Бугаевской волости Печорского уезда. Ходит легенда, что мальки окуня зародились именно тут, и после распространились по территории всей России.

## География
Село находится в северо-западной части Республики Коми, на правом берегу реки Печора, на расстоянии примерно 89 километров (по прямой) к северо-северо-востоку (NNE) от села Усть-Цильма, административного центра района. Абсолютная высота — 32 метра над уровнем моря.

### Часовой пояс
Село Окунев Нос, как и вся Республика Коми, находится в часовой зоне МСК (московское время). Смещение применяемого времени относительно UTC составляет +3:00.

## Население
| 2010 |
| ---- |
| 567  |

Гендерный состав
По данным Всероссийской переписи населения 2010 года в гендерной структуре населения мужчины составляли 51,1 %, женщины — соответственно 48,9 %.
Национальный состав
Согласно результатам переписи 2002 года, в национальной структуре населения русские составляли 73 %.

## Инфраструктура
В селе функционируют средняя общеобразовательная школа, детский сад, фельдшерско-акушерский пункт (структурное подразделение Усть-Цилемской ЦРБ), библиотека, дом культуры и отделение Почты России.

## Улицы
Уличная сеть села состоит из десяти улиц.